# 福山通運
福山通運株式会社（ふくやまつううん、英: FUKUYAMA TRANSPORTING CO.,LTD.）は、広島県福山市東深津町に本社を置く運送会社。東京証券取引所プライム市場上場。
主力は特別積合せ貨物運送。ロジスティード（旧・日立物流）との提携は2022年現在でも続いており、宅配便業務なども手掛ける。

## 概要
1948年（昭和23年）広島県福山市で、廃業した運送会社の福山支店の設備を譲りうけて、福山貨物運送株式会社として創業。創業者は当時の渋谷組（後の福山地所、現・ベッセル）の創業者であり社長だった渋谷昇。1950年（昭和25年）、福山駅を拠点とする通運事業にも進出した事から、社名を「福山通運株式会社」と改めた。渋谷昇は、創業22年・1代をして東証一部上場の全国ネットの運送会社に成長させた。1960年（昭和35年）に近畿日本鉄道と提携し傘下となった。
社章の二重丸は「昇る太陽とトラック」を、左右の矢印は「伸びゆく路線と事業の発展」の意味が込められている。トラックには黄緑と赤のラインが描かれており、それぞれ「若さ」と「燃える情熱」を意味する。
2013年5月現在では業界5位である。2010年代に深刻化した人手不足に対応した働き方改革の一環として、中ロットの値上げを試みている。一時は大創産業やファーストリテイリング、日立物流（現・ロジスティード）との提携で荷扱量は増加した。1970年代には、実現しなかったが国鉄コキ50000形貨車とそっくりの30フィート専用のコンテナ車を計画し、JR時代になってからは専用のコンテナが登場した。
2021年5月11日、近鉄グループホールディングス（近鉄GHD）とグループ会社が保有する全ての株式（発行済株式の約17％）を、同社が実施する株式公開買い付け（TOB）による自己株式の買い付け形式で売却すると発表した。売却額は約338億円で、近鉄GHDは2022年3月期の連結決算において19億円の特別利益を計上する。株式買付が行われることにより、2021年6月30日をもって福山通運は近鉄グループから離脱するが、鉄道等を利用した貨物輸送など、近鉄グループとの業務提携は続けるとしている。

## 沿革
- 1948年（昭和23年）9月13日 - 福山貨物運送株式会社を設立し、創業。
- 1950年（昭和25年）8月 - 福山通運株式会社に商号変更。
- 1960年（昭和35年）8月 - 近畿日本鉄道株式会社（現・近鉄グループホールディングス）と資本提携。
- 1970年（昭和45年）2月 - 東京証券取引所第2部・大阪証券取引所第2部・広島証券取引所に株式上場。
- 1972年（昭和47年）8月 - 東京証券取引所第1部・大阪証券取引所第1部へ指定替え。
- 2009年（平成21年）10月1日 - 王子運送株式会社（現・東京福山通運）を子会社化[11][12]。
- 2012年（平成24年）
  - 1月7日 - 三統株式会社（現・福山グローバルソリューションズ）を子会社化[13]。
  - 7月2日 – 絹川屋運送（東京都中央区）の株式74％を追加取得し、同日付で完全子会社化[14]。
- 2015年（平成27年）4月1日 - 近畿日本鉄道の持株会社化により、近鉄グループホールディングスの持分法適用会社となる。
- 2018年（平成30年）4月13日 - 株式会社キタザワの株式51％を取得。同時に同社と資本・業務提携を発表。
- 2021年（令和3年）6月30日 - 近鉄グループとの資本関係を解消[7]。

## 支店・営業所

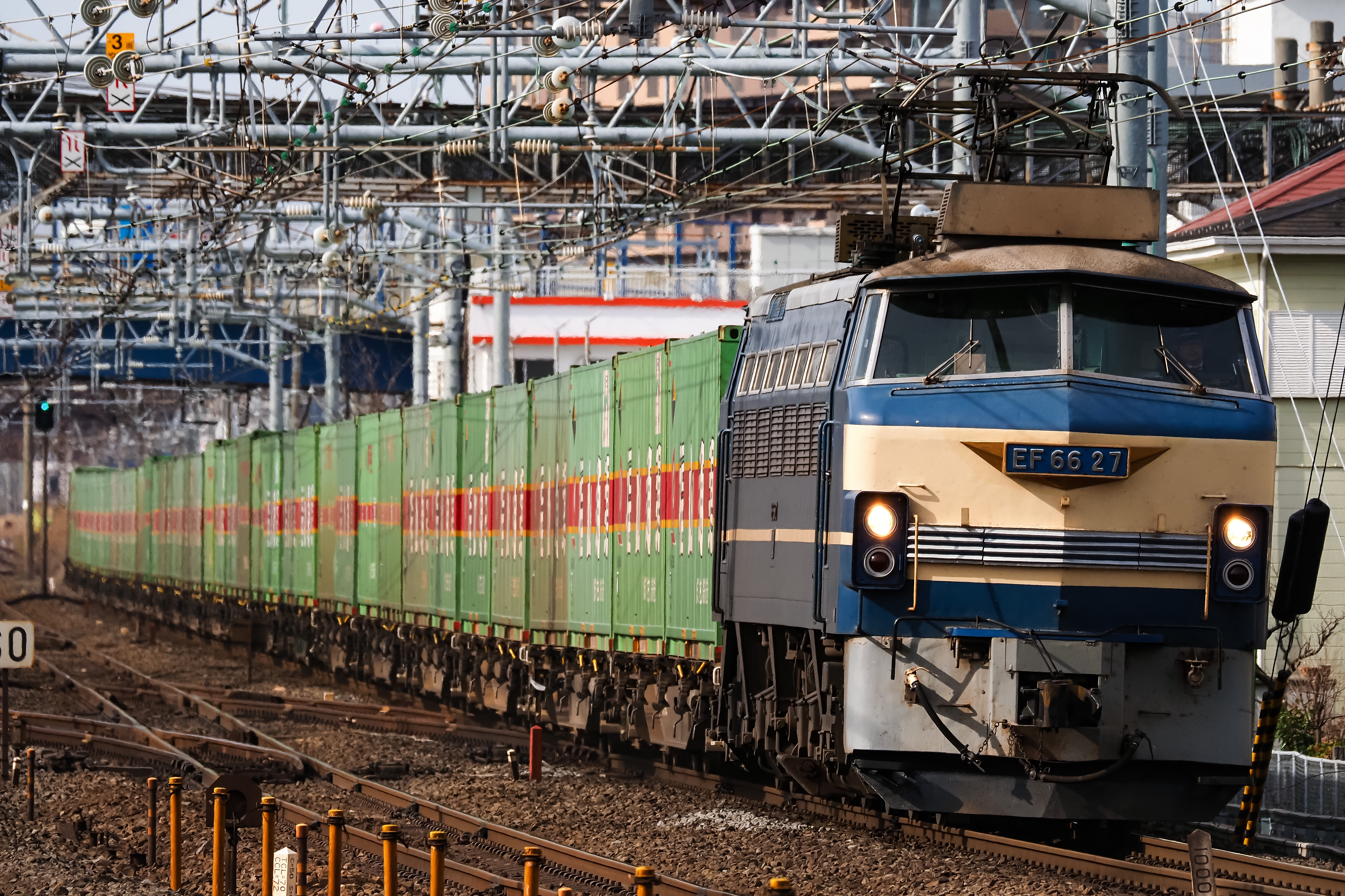
福山レールエクスプレスのブロックトレイン

国内主要都市・地区に約480箇所設置。首都圏・東海・関西・山陽地区は直営（その他の地区は関連子会社）。

## 商品
- 特別積合輸送
  - 小荷物輸送（重量30kg以下（フクツー宅配便は25kg以下）・3辺の合計160cm以下の1個口の荷物を指す）
    - フクツー宅配便（個人向け）
    - クール宅配便（縦43cm以内横70cm以内高さ40cm以内）
    - パーセルパック500（法人向け　一律525円）

  - 一般貨物輸送（小荷物に該当しない貨物で混載（積み合わせ）をするものを指す）
    - 一般路線便
    - スペースチャーター便
    - ジェットオーバーナイトサービス
- メール便
  - フクツーメール便
- その他
  - 味のふる里便（全国各地の名産品をオンラインストアで販売）
  - 電子請求書サービス
  - スターパック800
  - i-STAR2（出荷ラベル発行ソフト）

## 車両

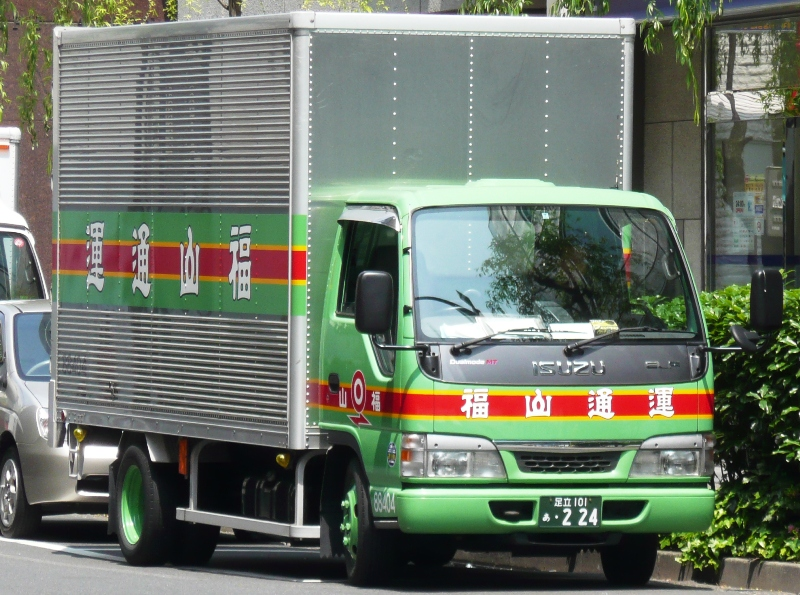
福山通運のトラック(いすゞ・エルフ)

いすゞ自動車製が主力で、大型から宅配用の小型まで配備されている。小型車には三菱ふそうトラック・バス製のキャンターを使用している。2012年より大型車に日野自動車製を再導入開始（過去に導入歴あり）、社番は6001〜。その他、日野のエンジンを搭載したトヨタ自動車や日産ディーゼル・UDトラックスのトラックが在籍している。
塗装はグリーンを基調に、黄や朱色のラインが入っている。前面には「福山通運」とペイントされるが、かつては「札幌← →沖縄」という表記が為されていた。2トン車、4トン車の箱車ボディタイプには、一部床が動くパワーデッキタイプも採用されている。
創業地・福山市の観光政策に協力し、後部観音扉に「ばらのまち 福山」のステッカーを貼るほか、2015年からは全国に配属されている車両に福山市のゆるキャラ「ローラ」をあしらったステッカーを同じく貼付している。

### （車）社番
- 0001〜0999:ダブル連結フルトレーラー後部
- 7000〜8999:トレーラー
- 10000〜12999:いすゞ製 普通車貨物車両
- 13000〜19999:いすゞ製 4トン車
- 20000〜22999:日産製 普通車貨物車両
- 23000〜29999:日産ディーゼル製 4トン車
- 30000〜39999:三菱ふそう製 4トン車
- 40000〜49999:三菱ふそう製 2トン車
- 50000〜59999:日野製 2トン車
- 60000〜61999:トヨタ製 普通車貨物車両
- 62000〜69999:トヨタ製 2トン車
- 70000〜75999:マツダ製 2トン車
- 76000〜79999:日野製 4トン車
- 80000〜99999:いすゞ製 2トン車
- FCV00:水素トラック
- EV0000:電気自動車
- 0000L:フォークリフト
- S0000:いすゞ製 大型車
  - S0001〜S1999:ダブル連結フルトレーラー牽引車両
  - S2000〜S2299:トラクタ(2015年度導入車両以降は通常の大型車両と連番)
  - S2300〜S9999:大型車
- N0000:日産ディーゼル製 大型車
- H0000:日野製 大型車
- M0000:三菱ふそう製 大型車
- 0000V:ボルボ製 大型車
- 0000M:天然ガス車両
- 0000K:軽貨物車両
- A0000:営業車両
- E0000:北海道福山通運
  - E0001〜E0199:営業・普通貨物・軽貨物車・フォークリフト
  - E0200〜E0299:トラクタ
  - E0300〜E0399:トレーラー
  - E0400〜E0999:4トン車
  - E1000〜E1999:大型車(トラクタを除く)
  - E2000〜E2999:2トン車
- T0000,MT000:南東北福山通運
  - MT001〜MT499:2トン車
  - MT500〜MT799:4トン車
  - MT800〜MT899:大型車・フォークリフト
  - MT900〜MT999:営業・普通貨物・軽貨物車
  - T0001〜T0999:営業・普通貨物・軽貨物車
  - T000L:フォークリフト
  - T1000〜T1999:トラクタ
  - T2000〜T2999:トレーラー
  - T7000〜T7999:2トン車
  - T8000〜T8999:4トン車
  - T9000〜T9999:大型車(トラクタを除く)
- KT000:北東北福山通運
  - KT001〜KT399:2トン車
  - KT400〜KT499,KT700〜KT999:大型車・トレーラー・営業・普通貨物・軽貨物車・フォークリフト
  - KT500〜KT599:4トン車
- U0000:北関東福山通運
- F0000:福山フレッシュコンベア
  - F0001〜F0999:営業車両
  - F1001〜F1999:4トン車
  - F5001〜F5999:大型車
- 0000H: 東京福山通運
- 0000Q:東京南福山通運
- G0000:関東福山通運
  - G0001〜G0099,G0600〜G0999:フォークリフト
  - G0101〜G0599:営業・普通貨物・軽貨物車
  - G1000〜G2999:2トン車
  - G3000〜G3999:4トン車
  - G5000〜G6999:大型車・トレーラー
- 0000E:福山エクスプレス
  - 000EJ:福山エクスプレス甲信越
  - 000CE:営業車
  - 0001E〜2999E,6000E〜9999E:大型車
  - 5000E〜5999E:4トン車
  - 000TE〜499TE:トラクタ
  - 500TE〜999TE:トレーラー
- W0000:近畿福山通運
  - W0001〜W0999:営業・普通貨物・軽貨物車・フォークリフト
  - W1000〜W1999:大型車
  - W3000〜W5999:2トン・4トン車
  - W6000〜W6999:2トン・4トン・大型車
- V0000:岡山福山通運
  - V0001〜V0999:営業・普通貨物・軽貨物車・フォークリフト
  - V1000〜V1999:大型車
  - V2000〜V2999,V5000〜V5999:4トン車
  - V3000〜V3999:2トン車
- R0000:山陰福山通運
  - R0001〜R1999:営業・普通貨物・軽貨物車・フォークリフト
  - R4000〜R4999:2トン車
  - R6000〜R6999:4トン車
  - R7000〜R7999:大型車・トレーラー
  - R8500〜R9999:2トン車・4トン車・大型車
- P0000:四国福山通運
  - P0001〜P0999:フォークリフト
  - P1000〜P1999:軽貨物車
  - P2000〜P3999:2トン車
  - P4000〜P4999:4トン車
  - P6000〜P6999:トラクタ
  - P7000〜P7999:トレーラー
  - P8000〜P8999:大型車(トラクタを除く)
  - P9000〜P9999:営業車
- K0000:高知福山通運
  - K0001〜K0099,K7001〜K7999:営業・普通貨物・軽貨物車・フォークリフト・その他構内作業用車
  - K1000〜K1999:大型車・トレーラー
  - K2000〜K2999:4トン車
  - K3000〜K3999:2トン車
- Z0000:九州福山通運
  - Z0001〜Z0999:営業・普通貨物・軽貨物車・フォークリフト
  - Z1000〜Z1999,Z6000〜Z6999:大型車・トラクタ
  - Z2000〜Z2999,Z5000〜Z5999:4トン車
  - Z3000〜Z3999,Z8000〜Z9999:2トン車
  - Z4000〜Z4999:軽貨物車
  - Z7000〜Z7999:トレーラー
- L0000:南九州福山通運
  - L0001〜L1099,L6000〜L7999:営業・普通貨物・軽貨物車・フォークリフト
  - L1100〜L1999:大型車
  - L2000〜L3999:2トン車
  - L4000〜L4999:4トン車
  - L8000〜L8999:トレーラー
- J0000:甲信越福山通運
  - J0001〜J0399:営業・普通貨物・軽貨物車・フォークリフト・その他構内作業用車
  - J0400〜J0999:フォークリフト・その他構内作業用車
  - J3000〜J3999:大型車
  - J6000〜J6999:4トン車
  - J7000〜J7999:トレーラー
  - J8000〜J9999:2トン車
- O0000:沖縄福山通運
  - O0001〜O0999:営業・普通貨物・軽貨物車・フォークリフト
  - O1000〜O1999:大型車
  - O2000〜O2999:トレーラー
  - O3000〜O3999:4トン車
  - O4000〜O4999:普通貨物車
  - O5000〜O5999:2トン車
- 0000J:ジェイロジスティクス
- 0000S:福山ロジスティクス
- 000GE:福山グリーンエクスプレス

## 関連会社
関連会社を通じて、全国に路線網を持っている。
特記無きものは全て株式会社。
- 北海道福山通運（北海道）
- 北東北福山通運（岩手県）
- 南東北福山通運（宮城県）
- 東北福山通運（福島県）
- 関東福山通運（東京都）
- 甲信越福山通運（長野県）
- 近畿福山通運（奈良県）
- 岡山福山通運（岡山県）
- 山陰福山通運（島根県）
- 四国福山通運（愛媛県）
- 高知福山通運（高知県）
- 九州福山通運（長崎県）
- 南九州福山通運（鹿児島県）
- 沖縄福山通運（沖縄県）
- フクツー物流（広島県）
- フクツー物流東京（東京都）
- 福山エクスプレス  （広島県）
- 福通パーセルサービス（東京都）
- ジェイロジスティクス（千葉県）
- エフアンドエイチエアエクスプレス（東京都）
- グリーンスタッフサービス（東京都）
- グリーンオートサービス（広島県）
- 福通トラベル（広島県)
- 福山通運包装整理（上海）有限公司
- 大蔵運輸産業
- 東京福山通運
- 東京南福山通運
- オー・エス・エス
- 王子商事
- 王子エクスプレス
- 福山エコオートサービス
- 福山運送（東京都）
- 福山グローバルソリューションズ（大阪府）
- 三統香港有限公司
- 上海福山国際貨運代理有限公司
- 絹川屋運送
- 福山フレッシュコンベア  (広島県)

## 不祥事
- 58歳の元執行役員が、子会社であるジェイロジスティクスに出向していた2009年5月から2015年3月にかけ運送業務を委託していた下請業者から金額の水増しをしたり架空の業務を行なったように装うなどした請求書を提出させた上で着服し、同社に約21億円の損害を与えたなどとして、2017年1月18日に特別背任容疑で警視庁に逮捕され[16]、翌2月4日には起訴された[17]。2月23日、同容疑で再逮捕された[18]。

## その他
- テレビやラジオでのCMは殆ど行われておらず、地元・広島県の放送局・広島テレビ放送がローカルセールス枠で扱っている程度だったが、2022年はRCCテレビでのCM放映が増加している。宅配・引越し便のマスコットキャラクターも存在しない。これらの点は近鉄グループの企業では珍しくないが、他の大手運送会社とは異なる点でもある。以前（1990年代）は広島県内の他放送局（RCCテレビ・広島ホームテレビ・テレビ新広島）・ラジオ（RCCラジオ）、福山市に隣接する岡山・香川両県をエリアとする放送局（RSKテレビ・RNCテレビ・瀬戸内海放送・岡山放送・テレビせとうち）でもタケカワユキヒデが作曲したイメージソング『WE DREAMING』を使用した企業CMが流れていた他、他地域の放送局が制作した全国ネット番組の提供スポンサーに名を連ねたこともあった。新聞広告は日本経済新聞にしばしば掲載されている。
- 同社の小丸成洋社長はかつてNHKの経営委員長を務めていたが、当時、福山通運がNHKとの随意契約に基づき、受信料収納業務を代行していたことが問題になった。これに対して小丸は「契約額が少額で、利害関係に基づいたわけではない」と釈明している[19]。
- 創業者の渋谷昇は、福山市を拠点に不動産業やホテル「キャッスルホテル（現・ベッセルホテルズ）」「ニューキャッスルホテル」の運営を営む「福山地所」（現・ベッセル[20]）の社長も務め[21]、福山通運と福山地所は密接な関係にあった。しかし渋谷には実子が無く、福山通運と福山地所の社長の座は別々の人物（養子と親族）が引き継いだため、現在では両社の関係はほとんどなくなった。ただし、ニューキャッスルホテルのルームキーのホルダーに福通マークがあるなど、一部にその名残も見られる。
- 福山通運は「キャッスルボウル」の名称でボウリング場も運営している。ボウリングブームの最盛期には複数店舗を展開していたが、ブームが沈静化した現在では福山市の本社近くにある1店舗のみとなっている（岩手県大船渡市や愛知県名古屋市にもキャッスルボウルの商号で営業するボウリング場が存在するが、いずれも関連性は無い）。県内最大級の48レーンを整えている。「キャッスル」の名称は、過去に上記の福山地所と関係が深かった時期の名残である。

### 従業員の勤務中事故による雇主への逆求償訴訟
2010年当時ドライバーとして勤務していた従業員が大阪府で起こした死亡事故について、福山通運は遺族に賠償金を支払い和解したが、事故から数年後、被害者相続人の一人が事故後に自主退職した元従業員のみを相手取って損害賠償請求を提訴した。元従業員は訴訟の結果、原告に約1550万円の賠償金を支払い、その後福山通運に自らが支払った1550万円全額の負担を求めて提訴した（逆求償）。同社は争い、大阪地裁では同社75%、元従業員25%の負担割合が示された。同社が控訴し、大阪高裁では本来の損害賠償義務者は不法行為者であり逆求償は認められないとして、双方の請求を棄却した。
元従業員が上告し、2020年2月、最高裁は「従業員は会社に対し、損害の公平な分担という観点から相当と認められる額を請求できる」との初判断を示し、負担割合の審理を大阪高裁に差し戻した。また最高裁では補足意見で、同社が任意保険に加入せずに自己資金で賠償する制度を採用していたことは経営判断と認めつつ、結果として元従業員が任意保険による支援を受けられなかったと指摘し、運送事業者が任意保険に加入して十分な損害賠償能力を持つことは事故被害者のみならず従業員の負担軽減のためにも重要だとした。